# Staurophora connexa
Staurophora connexa là một loài bướm đêm trong họ Noctuidae.